# Thauria aliris
Thauria aliris is een dagvlinder uit de onderfamilie Satyrinae van de Nymphalidae. De soort komt voor in Zuidoost-Azië. De imago heeft een spanwijdte van 11 tot 13 centimeter. De habitat van de soort is bos.